# Чепиль, Мария Васильевна
Мария Васильевна Чепиль (укр. Марія Василівна Чепіль; род. 8 июня 1970) — украинская спортсменка; Мастер спорта Украины (2001), Мастер спорта Украины международного класса (2002).

## Биография
Родилась в 1970 году.
Пауэрлифтингом занималась под руководством Инны и Василия Оробец.
С 1988 по 1990 годы училась в Ивано-Франковском техникуме физической культуры. В 2004 году закончила Прикарпатский национальный университет имени Василия Стефаника. С 2010 до 2014 годы — аспирантка этого же университета.
С 2003 по 2005 годы Мария Чепиль работала тренером-преподавателем по пауэрлифтингу ДЮСШ спортивного общества «Украина» . С 2005 года она работает старшим преподавателем кафедры педагогики и психологии Коломыйского института Прикарпатского национального университета Василия Стефаника. Живёт в Коломые.
В составе сборной команды Украины по пауэрлифтингу выступала с 2002 года (весовая категория до 57 килограмм). С 2009 года М. В. Чепиль — судья национальной категории по пауэрлифтингу.

## Спортивные достижения
Призёр Чемпионатов Европы по пауэрлифтингу:
- 2011 год — серебряный призёр (Пльзень, Чехия);[4]
- 2014 год — бронзовый призёр (София, Болгария);[5]
- 2015 год — бронзовый призёр (Хемниц, Германия).[6]